# Mythos (jeu vidéo)
Mythos est un jeu vidéo de rôle en ligne massivement multijoueur développé par  Flagship Studios. À la suite de problèmes financiers, le studio a fermé ses portes en 2008, peu après le lancement de la version bêta du jeu. L’éditeur coréen HanbitSoft, qui possède les droits sur le jeu, confie alors le développement au studio T3 Entertainment.
Le jeu se déroule dans un univers médiéval-fantastique, son système de jeu s’inspirant de celui de Diablo,.